# Albert Wilhelm von Vangerow
Albert Wilhelm von Vangerow (* 1. April 1805 in Hildesheim; † 7. März 1880 in Reepsholt) war ein deutscher Jurist und Politiker.

## Leben
Als Sohn des Landdrosten Christoph Friedrich Wilhelm von Vangerow geboren, ging er auf das Gymnasium in Aurich. Im Anschluss studierte er Medizin und später Rechtswissenschaften in Halle und Göttingen. Während seines Studiums wurde er 1824 Mitglied des Corps Frisia Göttingen. Wegen dieser Mitgliedschaft und auch aufgrund von Ruhestörung musste er 1824 das bedingte consilium abeundi unterschreiben. 1828 wurde er schließlich wegen Trunkenheit aus Göttingen ausgewiesen.
Nach seinem Studium wurde er 1830 Auditor in Aurich und 1833 Amtsassessor. 1835 war er in Emden und 1841 wieder in Aurich tätig. Es folgten Stationen 1849 in Neuhaus, 1851 in Esens und 1852 in Friedeburg, bevor er 1852 Amtsrichter in Esens wurde. 1859 lebte er auf Wartegeld und ging 1864 in den Ruhestand, den er in Friedeburg verbrachte.
In den Jahren 1848/49 war er Abgeordneter der Zweiten Kammer der Hannoverschen Ständeversammlung.

## Ehrungen
- Straßenname Vangerowpad auf Langeoog.